# Géminé (architecture)
Pour les articles homonymes, voir Géminé.

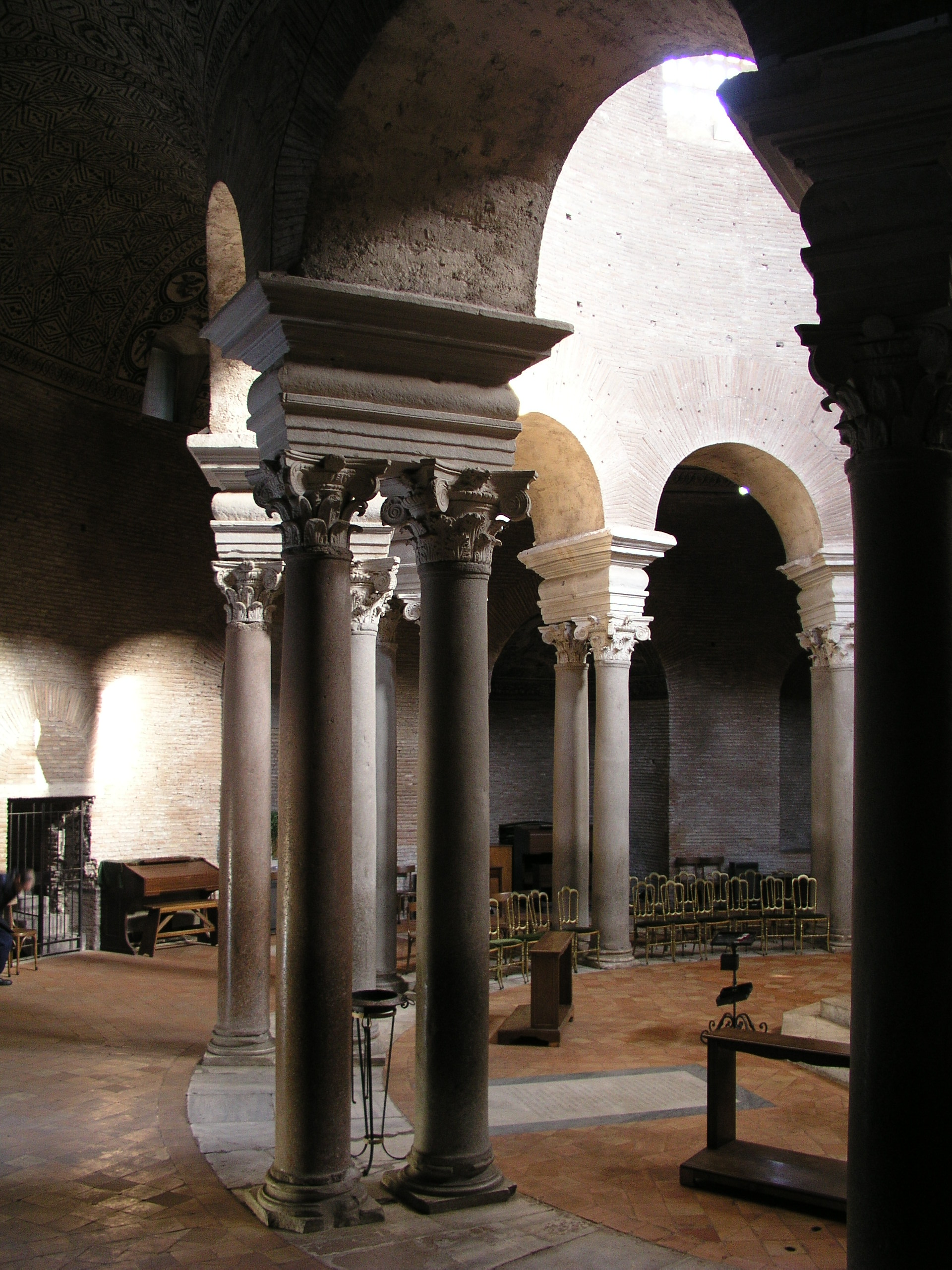
Colonnes géminées en granite gris et rose dans l'église paléochrétienne Santa Costanza à Rome, datant du IVe siècle.

En architecture, géminé se dit de baies, d'arcades ou de fenêtres groupées par deux sans être directement en contact (séparées par une colonne, par exemple).
Les colonnes géminées sont des colonnes groupées deux à deux, mais avec un intervalle sensible.
Des piscines peuvent également être géminées.

## Notes et références

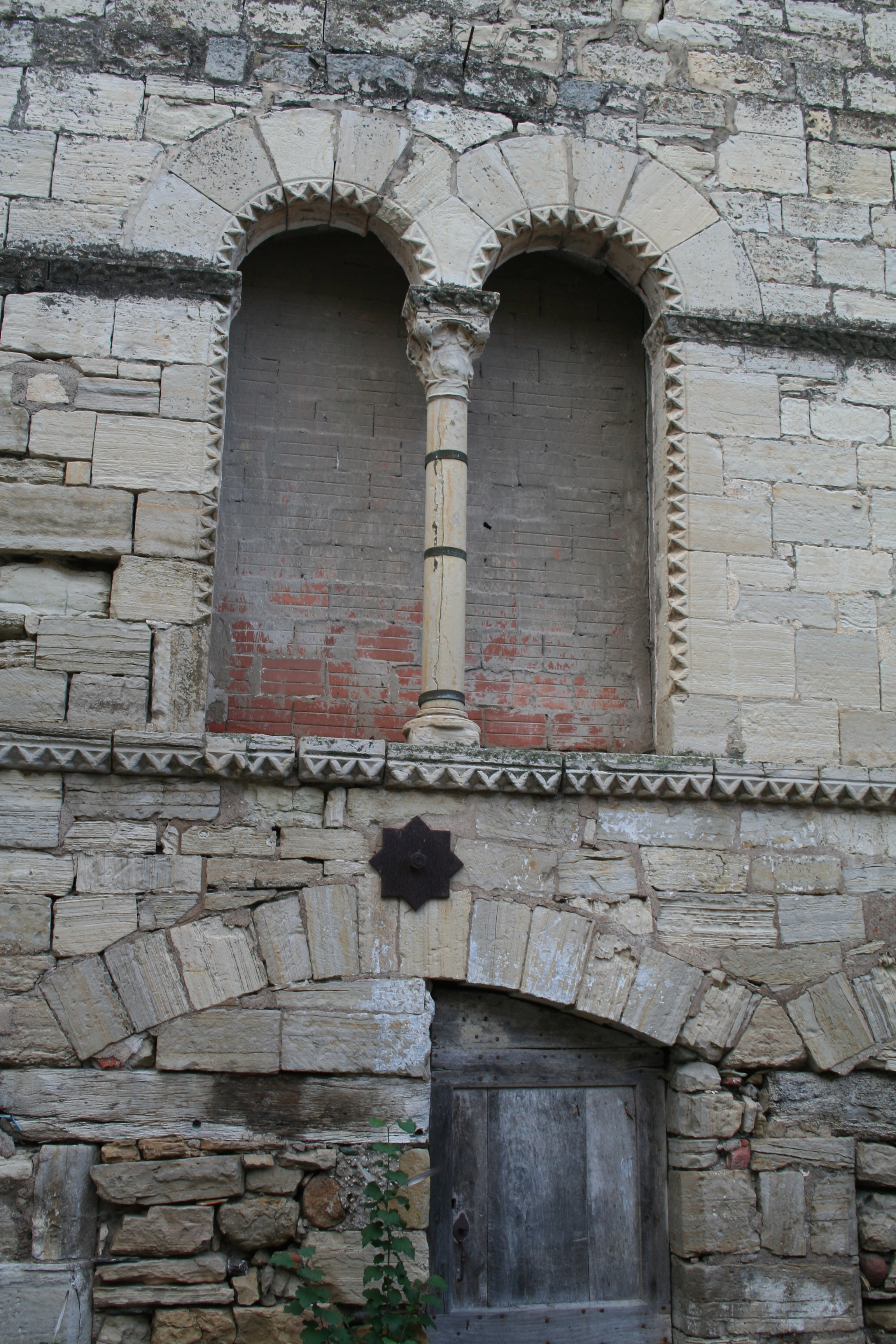
Baie géminée, hôtel des Monnaies (Villemagne-l'Argentière).